# У старой мельницы
«У старой мельницы» — советский фильм 1972 года режиссёра Усенжана Ибрагимова.

## Сюжет
Молодая выпускница пединститута Асем приезжает работать учительницей в сельскую школу далёкого села Кадам. Асем знакомится с местным кузнецом Медером, восстанавливающим никому не нужную старую мельницу, веря притче о заброшенной мельнице, которую нужно восстановить во что бы то ни стало. И несмотря на трудности, конфликт с директором школы, Асем решает остаться здесь, в этом селе, где когда-то работал её отец — был первым учителем села — в годы ликвидации безграмотности обучал грамоте малых и взрослых, оставив о себе добрую память.

Проблемы сегодняшнего дня киргизской сельской школы, быт современного села — вот фон, на котором развертываются события, внутренняя суть которых — поиск связи времен, гармонии между преходящим и вечным, будничным, легендарным.— Кино Советской Киргизии: Сборник / К. Ашимов, В. Фуртычев. — М.: Искусство, 1979. — 336 с. — стр. 169
Фильм как бы продолжает фильм «Первый учитель» по одноимённой повести Чингиза Айтматова, где главную роль Алтынай, сироты, которую в 1920-е годы обучает учитель Дюйшен, играла та же актриса что и исполняет роль Асем — Наталия Аринбасарова.

## В ролях
- Наталия Аринбасарова — Асем, молодая учительница
- Советбек Джумадылов — Момой, директор школы
- Асанбек Умуралиев — Медер, кузнец
- Бакирдин Алиев — Актаз
- Джамал Сейдакматова — Манасчи
- Асанкул Куттубаев — Капар-Агай
- Мукан Рыскулбеков — Чокморов
- А. Чодронов — Иса
- С. Турапов — Анарбай
- И. Таникеева — Раушан
- Ж. Кулмухаметов — Абакир
- У. Иманбеков — Балбай
- И. Шершенов — Такин

## Критика
Фильм снят по одноимённой киноповести Кадыркула Омуркулова впервые опубликованной в 1970 году в газете «Литературный Кыргызстан».
Киноповесть была замечена органом ЦК ВЛКСМ журналом «Молодая гвардия» в обзоре сценариев фильмов про школу, как пример успешного сценария, показывающим в отличие от остальных жизнь школы и её проблемы не изолированно от остального мира, и несмотря на казалось бы банальный сюжет — остающегося интересным:

Пока достиг ясности лишь сценарий, подготовленный Кадыром Омуркуловым, тоже из молодых. … Называется сценарий «У старой мельницы». А рассказывает о школе, о том, как становится педагогом, своим, уважаемым человеком выпускница педвуза. Традиционно? Нет, это скорее возражение традиции, плохой кинематографической традиции, по которой школа изображается как нечто автономное относительно взрослой жизни окрест.— Молодая гвардия, 1971 год
Однако, снятый фильм получил замечания критики, отмечалась схематичность при реализации сценария режиссёром, увлёкшегося поиском эпического начала:

Фильм не удовлетворил зрителя: намерения авторов и результат расходятся. … Именно там, где режиссёр становится выше построенной им драматургической схемы, эпизоды и кадры приобретают жизненность и активность. Описание школьных будней, непосредственность игры мальчишек и девчонок, подробности быта села — все это свидетельство определённого мастерства У. Ибрагимова, активности его жизненной позиции, умения видеть и любить жизнь. Однако фильм в целом, несмотря на участие в нём таких видных актёров, как М. Рыскулов и С. Джумадылов, интересен лишь как определённый процесс поиска, не как самостоятельное художественное произведение.— Кино Советской Киргизии: Сборник / К. Ашимов, В. Фуртычев. — М.: Искусство, 1979. — 336 с. — стр. 169